# Уров-Ключівське сільське поселення
Уро́в-Клю́чівське сільське поселення (рос. Уров-Ключевское сельское поселение) — сільське поселення у складі Нерчинсько-Заводського району Забайкальського краю Росії.
Адміністративний центр та єдиний населений пункт — село Уровські Ключі.

## Населення
Населення сільського поселення становить 305 осіб (2019; 332 у 2010, 386 у 2002).